# Sygnalizacja poza szczeliną czasową
Sygnalizacja poza szczeliną czasową – metoda sygnalizacji w łączu cyfrowym. Stosowana jest w systemie PCM 30/32 gdzie każdemu kanałowi rozmownemu przyporządkowuje się stała szczelinę, w której przenoszone zostają informacje sygnalizujące.
Mechanizm przyporządkowywania szczelin sygnalizujących kanałom przenoszącym dane rozmówne jest następujący. W 16. szczelinie kolejnej ramki zapisane są dane sygnalizacyjne w taki sposób iż pierwsze cztery bity szczeliny odnoszą się do kanału rozmównego o numerze równym numerowi ramki w wieloramce, natomiast pozostałe cztery bity odnoszą się do kanału którego numer jest o 15 większy niż numer danej ramki w wieloramce.
| Szczelina 16 kolejnej ramki | pierwsze cztery bity w szczelinie | drugie cztery bity w szczelinie |
| --------------------------- | --------------------------------- | ------------------------------- |
| ramka nr 1                  | bity kanału 1                     | bity kanału 16                  |
| ramka nr 2                  | bity kanału 2                     | bity kanału 17                  |
| ramka nr 3                  | bity kanału 3                     | bity kanału 18                  |
| ...                         | ...                               | ...                             |
| ramka nr 15                 | bity kanału 15                    | bity kanału 30                  |